# 奧夫魯奇
奧夫魯奇（羅馬化：Ovruch）是乌克兰日托米爾州科羅斯滕區奥夫鲁奇市镇内的城市及该市镇的行政中心，2020年7月18日前为奧夫魯奇區的行政中心。該市始建於977年，面積9.86平方公里，海拔高度149米，2022年人口数量为15,250人。

## 图集

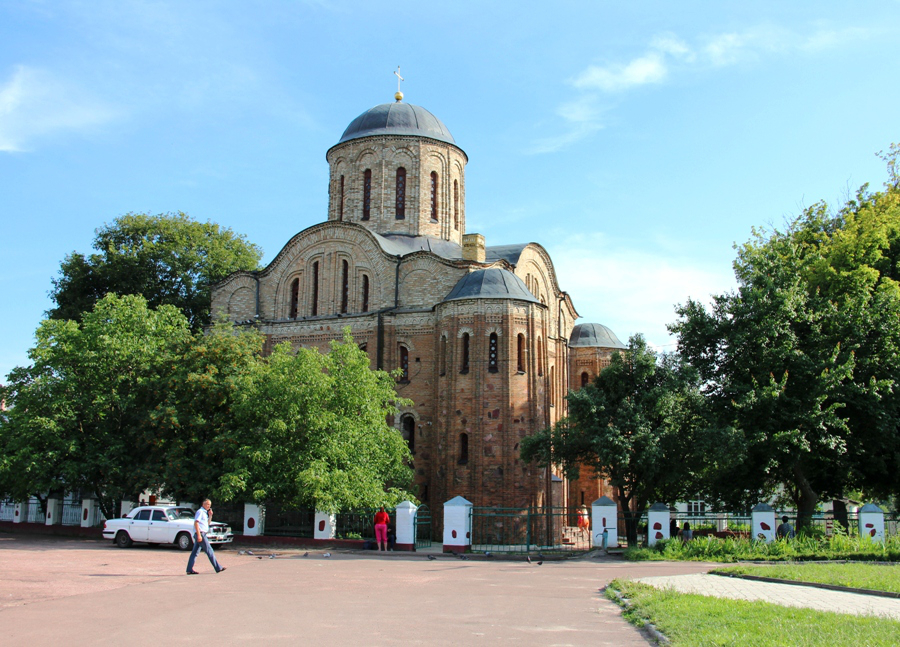
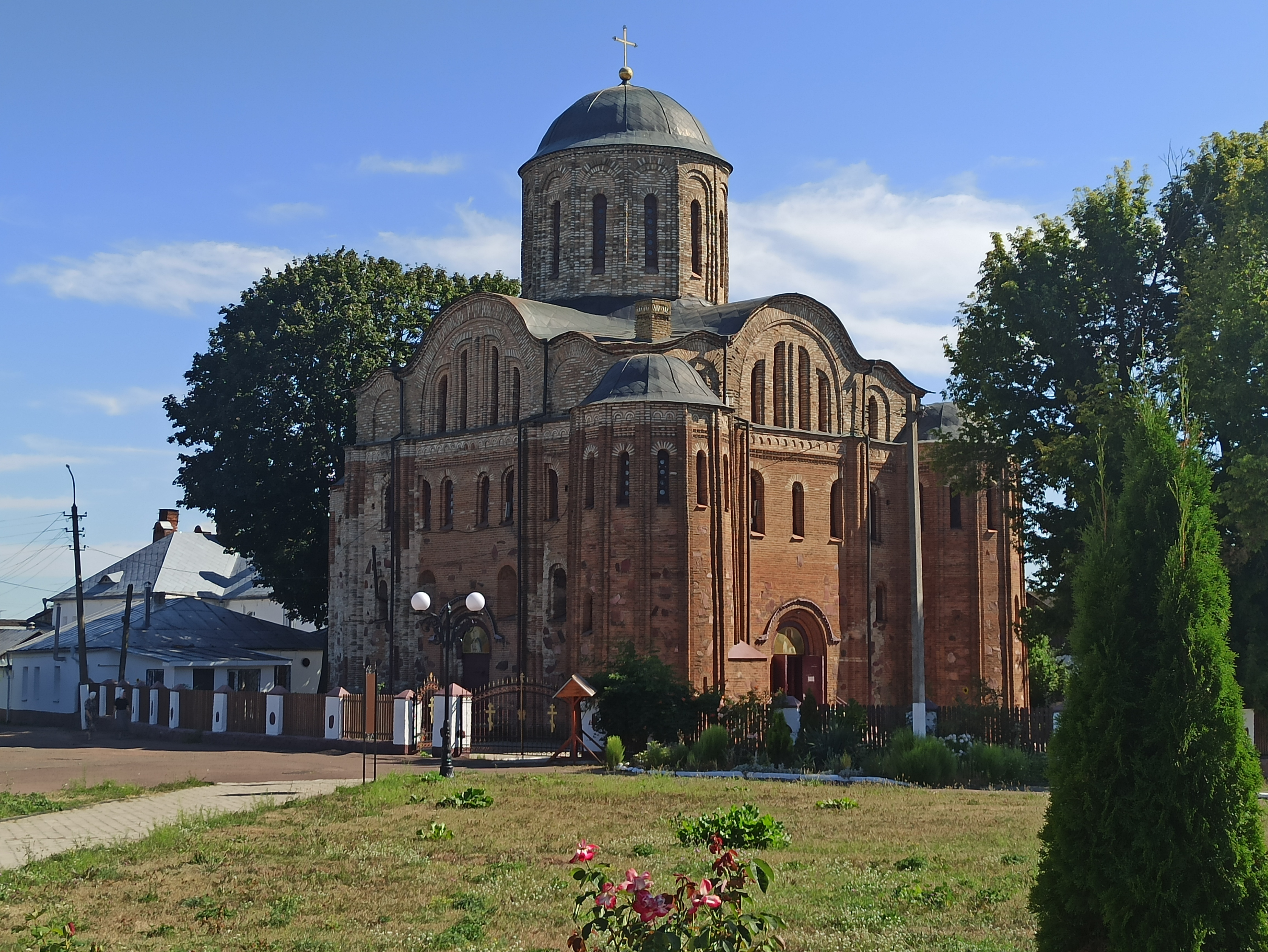
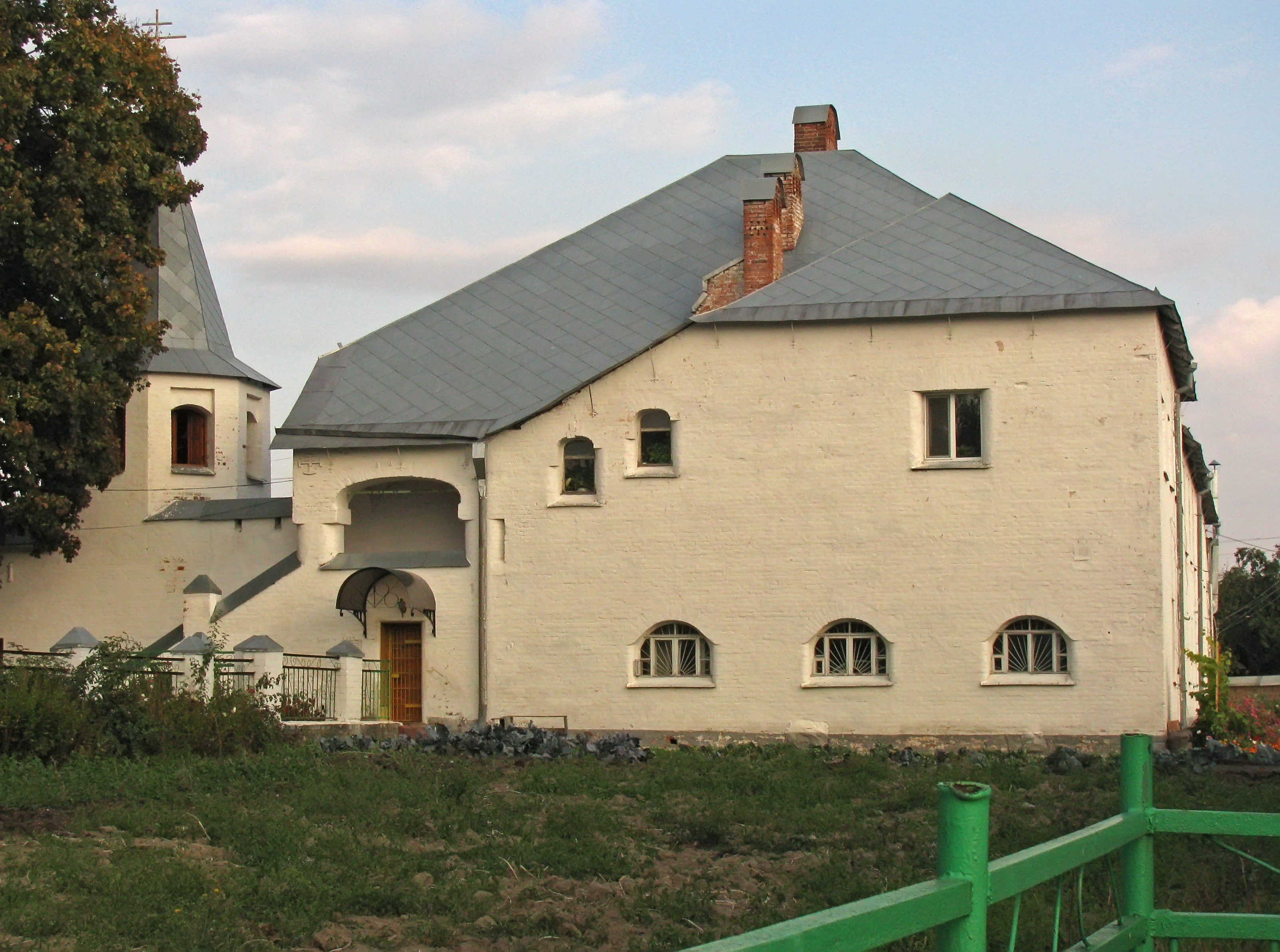